# إليوت تيتنسور
إليوت تيتنسور (بالإنجليزية Elliott Tittensor؛ مواليد 3 نوفمبر 1989) ممثل إنجليزي. اشتهر بلعب دور كارل غالاغر في المسلسل الكوميدي الدرامي على القناة الرابعة البريطانية وقح (وهو دور تشاركه مع شقيقه التوأم لوك تيتنسور).

## وصلات خارجية
- إليوت تيتنسور على موقع IMDb (الإنجليزية)
- إليوت تيتنسور على موقع ألو سيني (الفرنسية)
- إليوت تيتنسور على موقع أول موفي (الإنجليزية)
- إليوت تيتنسور على موقع قاعدة بيانات الأفلام السويدية (السويدية)
- إليوت تيتنسور على موقع قاعدة بيانات الفيلم (الإنجليزية)

 (بالإنجليزية)